# 鶯谷町
鶯谷町（日语：／ Uguisudanichō */?）是東京都澀谷區的一個町。2013年9月30日的人口有1,728人。

## 地理
位於澀谷區西南部。北鄰澀谷區櫻丘町。東至山手線路廊、接澀谷區澀谷。南接澀谷區猿樂町。西臨澀谷區鉢山町。町內可見辦公大樓與商店，其他以住宅為主。

## 歷史
1928年（昭和3年）在澀谷町下形成雛形。1932年（昭和7年）成為澀谷區鶯谷町。1970年（昭和45年）住居表示實施。

### 地名由來
來自此地三田用水鉢山口分水上的鶯橋。本地是櫻丘、鉢山、代官山等圍繞的谷地。

## 設施
- 乘泉寺
- 黃鶯住宅
- 澀谷區立鉢山中學校
- 青山製圖專門學校

## 備註
1. ↑  .   [2013-10-10]. （原始内容存档于2013-10-13）.
2. ↑  本間信司『消えてゆく東京の地名』月刊ペン社、1983年10月、P267。

35°39′12″N 139°42′9″E / 35.65333°N 139.70250°E